# Pallanuoto ai Giochi della XXVII Olimpiade - Torneo femminile
Il primo torneo olimpico di pallanuoto femminile della storia si è disputato durante i Giochi Olimpici di Sydney, dal 16 al 23 settembre 2000.
Sono state ammesse a partecipare appena 6 nazioni; il torneo è stato disputato attraverso un girone unico che ha qualificato le prime quattro alle semifinali ad eliminazione diretta.
Il primo titolo olimpico della specialità è stato conquistato dalle padrone di casa dell'Australia davanti a Stati Uniti e Russia.

## Girone preliminare
|    | Squadra     | Pti | G | V | P | S | GF | GS | Diff |
| -- | ----------- | --- | - | - | - | - | -- | -- | ---- |
| 1. | Australia   | 8   | 5 | 4 | 0 | 1 | 35 | 20 | +15  |
| 2. | Stati Uniti | 7   | 5 | 3 | 1 | 1 | 36 | 30 | +6   |
| 3. | Paesi Bassi | 6   | 5 | 3 | 0 | 2 | 27 | 26 | +1   |
| 4. | Russia      | 5   | 5 | 2 | 1 | 2 | 36 | 29 | +7   |
| 5. | Canada      | 4   | 5 | 1 | 2 | 2 | 33 | 34 | -1   |
| 6. | Kazakistan  | 0   | 5 | 0 | 0 | 5 | 23 | 51 | -28  |

| Data         | Ora   | Partita     | Partita | Partita     |
| ------------ | ----- | ----------- | ------- | ----------- |
| 16 settembre | 13:00 | Australia   | 9 - 2   | Kazakistan  |
| 16 settembre | 18:00 | Canada      | 7 - 7   | Russia      |
| 16 settembre | 19:15 | Stati Uniti | 6 - 4   | Paesi Bassi |
| 17 settembre | 13:00 | Australia   | 6 - 3   | Russia      |
| 17 settembre | 18:00 | Stati Uniti | 8 - 8   | Canada      |
| 17 settembre | 19:15 | Paesi Bassi | 9 - 6   | Kazakistan  |
| 18 settembre | 13:00 | Paesi Bassi | 5 - 4   | Australia   |
| 18 settembre | 18:00 | Stati Uniti | 7 - 5   | Russia      |
| 18 settembre | 19:15 | Canada      | 10 - 3  | Kazakistan  |
| 19 settembre | 13:00 | Australia   | 7 - 6   | Stati Uniti |
| 19 settembre | 18:00 | Russia      | 16 - 5  | Kazakistan  |
| 19 settembre | 19:15 | Paesi Bassi | 7 - 4   | Canada      |
| 20 settembre | 13:00 | Australia   | 9 - 4   | Canada      |
| 20 settembre | 18:00 | Russia      | 6 - 3   | Paesi Bassi |
| 20 settembre | 19:15 | Stati Uniti | 9 - 6   | Kazakistan  |

## Fase finale

### Semifinali
| Arbitri: | Ludecke (GER) Margeta (SLO) |

|          |           |          |
| 3 :Mayer | Marcatori | 2: Tokun |

| Arbitri: | Dani (ITA) Clemençon (FRA) |

|                     |           |                            |
| 2: Simmons, O'Toole | Marcatori | 2: Op den Velde, de Bruijn |

### Finali
- 5º posto

| Arbitri: | Takata (USA) Bower (AUS) |

|                 |           |              |
| 2: 4 giocatrici | Marcatori | 3: Pyresseva |

- Finale per il bronzo

| Arbitri: | Tulga (TUR) Chasekioglou (GRE) |

|           |           |            |
| 2: Konukh | Marcatori | 2: Kuipers |

- Finale per l'oro

| Arbitri: | Dani (ITA) Prikhodko (KAZ) |

|                 |           |          |
| 1: 4 giocatrici | Marcatori | 2: Villa |

## Classifica finale
| Campione Olimpico | Campione Olimpico | Campione Olimpico |
| --- | ----------------- | --- |
| Australia1 Weekes, 2 Higgins, 3 Miller, 4 Castle, 5 Mayer, 6 Hankin, 7 Woodhouse, 8 Hooper, 9 Watson, 10 Woods, 11 Gusterson, 12 Fox, 13 Mills, CT: István Gorgenyi |                   | |
| Argento | Stati Uniti       | Stati Uniti1 Orwig, 2 Petri, 3 Lorenz, 4 Villa, 5 Estes, 6 Simmons, 7 O'Toole, 8 Swail, 9 Moody, 10 Beauregard, 11 Payne, 12 Sheehy, 13 Johnson, CT: Guy Baker                            |
| Bronzo | Russia            | Russia1 Akobija, 2 Rytova, 3 Tolkunova, 4 Anikeeva, 5 Kuzina, 6 Tokun, 7 Korolëva, 8 Smurova, 9 T. Petrova, 10 J. Petrova, 11 Konuch, 12 Vasil'eva, 13 Kutuzova, CT: Sergej Frolov        |
| 4 | Paesi Bassi       | Paesi BassiBoering • de Bruijn • Hiemstra • Kuipers • Leijendekker • Megens • op den Velde • Overdam • Peerenboom • Plugge • Quint • van den Berg • van der Weijden-Bast, CT: Jan Mensink |
| 5 | Canada            | CanadaArpin · Auger · Bégin · Campbell · Collins · Deslières · Dionne · Dow · Gardiner · Horn-Miller · Lizé · Marsolais · Salat, CT: Daniel Berthelette                                   |
| 6 | Kazakistan        | KazakistanBuravova-Khapsalis · Olkhina · Borodavko · Pyryseva · Koroleva · Galkina · Leshchuk · Gerzanich · Jakayeva · Aleyeva · Boroda · Ignatyeva · Gubina, CT: Sergey Maslyuk          |

## Classifica marcatrici
|  | Gol | Marcatrice          | Squadra     |
|  | --- | ------------------- | ----------- |
|  | 11  | Daniëlle de Bruijn  | Paesi Bassi |
|  | 11  | Bridgette Gusterson | Australia   |
|  | 11  | Sof'ja Konuch       | Russia      |
|  | 10  | Karin Kuipers       | Paesi Bassi |
|  | 9   | Coralie Simmons     | Stati Uniti |
|  | 9   | Brenda Villa        | Stati Uniti |
|  | 8   | Johanne Bégin       | Canada      |
|  | 8   | Yvette Higgins      | Australia   |
|  | 7   | Natal'ja Kutuzova   | Russia      |
|  | 7   | Maureen O'Toole     | Stati Uniti |
|  | 6   | 7 giocatrici        |             |
|  | 5   | 8 giocatrici        |             |
|  | 4   | 4 giocatrici        |             |
|  | 3   | 11 giocatrici       |             |
|  | 2   | 6 giocatrici        |             |
|  | 1   | 11 giocatrici       |             |

## Fonti
- (EN)  Comitato Organizzatore, Official report of the XXVII Olympiad: The Results - Water Polo (la84foundation.org[collegamento interrotto])